# Хлебное дерево
Хле́бное де́рево (лат. Artocarpus altilis) — однодомное дерево семейства Тутовые, вид рода Артокарпус. Его родиной считается Новая Гвинея, откуда полинезийцы завезли его на острова Океании.
Английский мореплаватель Уильям Дампир стал первым, кто в конце XVII века сообщил европейцам о дереве, чьи плоды заменяют местным жителям хлеб. В конце XVIII века после голода на Ямайке возникла идея разводить здесь хлебное дерево как источник дешёвой и калорийной пищи для рабов на плантациях. С этой целью в 1787 году к берегам Таити был послан знаменитый «Баунти», однако собранные им саженцы до Вест-Индии не добрались. В итоге первые хлебные деревья привёз в Новый Свет в 1793 году корабль «Провиденс», они и дали начало плантациям этого растения на Ямайке и острове Сент-Винсент, а потом и на других островах Вест-Индии. Сейчас хлебное дерево распространено во многих тропических странах.

## Этимология
Название рода Artocarpus происходит от др.-греч. ἄρτος ‘хлеб’ и καρπός ‘плод’.

## Внешний вид
Это довольно крупное, до 20-26 метров в высоту, и быстро растущее дерево, облик которого несколько напоминает обычный дуб. Кора серая, гладкая. Некоторые ветки у хлебного дерева толстые, с облиственными боковыми веточками; другие — длинные и тонкие, с пучками листьев на концах. Листья растения необычайно разнообразны — даже на одном дереве могут встречаться и цельные, и перисторассечённые (более молодые) листья с различной степенью опушения. В зависимости от климатических условий дерево ведёт себя как вечнозелёное или листопадное.

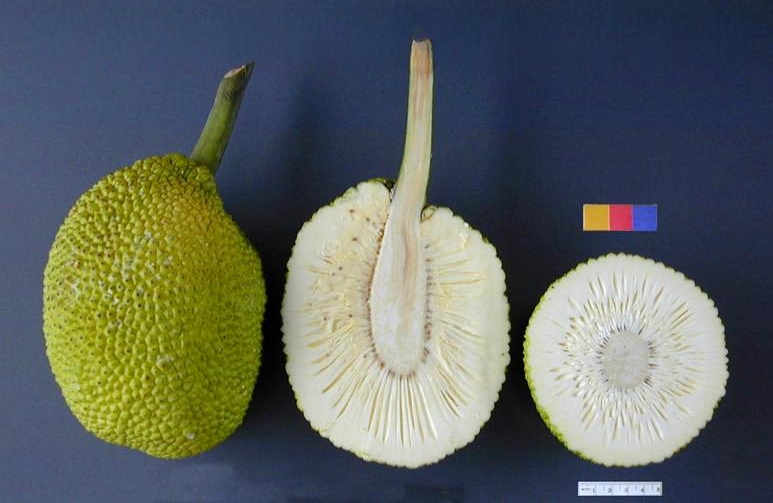
Плод хлебного дерева в разрезе

Цветки мелкие, зеленоватые и невзрачные: мужские зацветают первыми и собраны в удлинённые соцветия; женские — в крупные соцветия в форме булавы. Опыляются крыланами (Pteropodidae). После опыления женские соцветия постепенно срастаются в большое соплодие (плод), по форме напоминающее округлую шишковатую дыню. Плоды образуются по одному или гроздьями на вершинах веток. Молодые плоды имеют зелёный цвет; по мере созревания они обычно становятся сперва жёлто-зелёными, затем жёлтыми или жёлто-коричневыми. Диаметр плода может достигать 30 см, масса — 3-4 кг. В зелёной стадии плоды твёрдые, с крахмалистой, волокнистой белой мякотью. После созревания плод становится мягким, мякоть приобретает кремовый или жёлтый цвет и сладковатый вкус. Все части дерева, включая незрелые плоды, содержат липкий млечный сок-латекс.

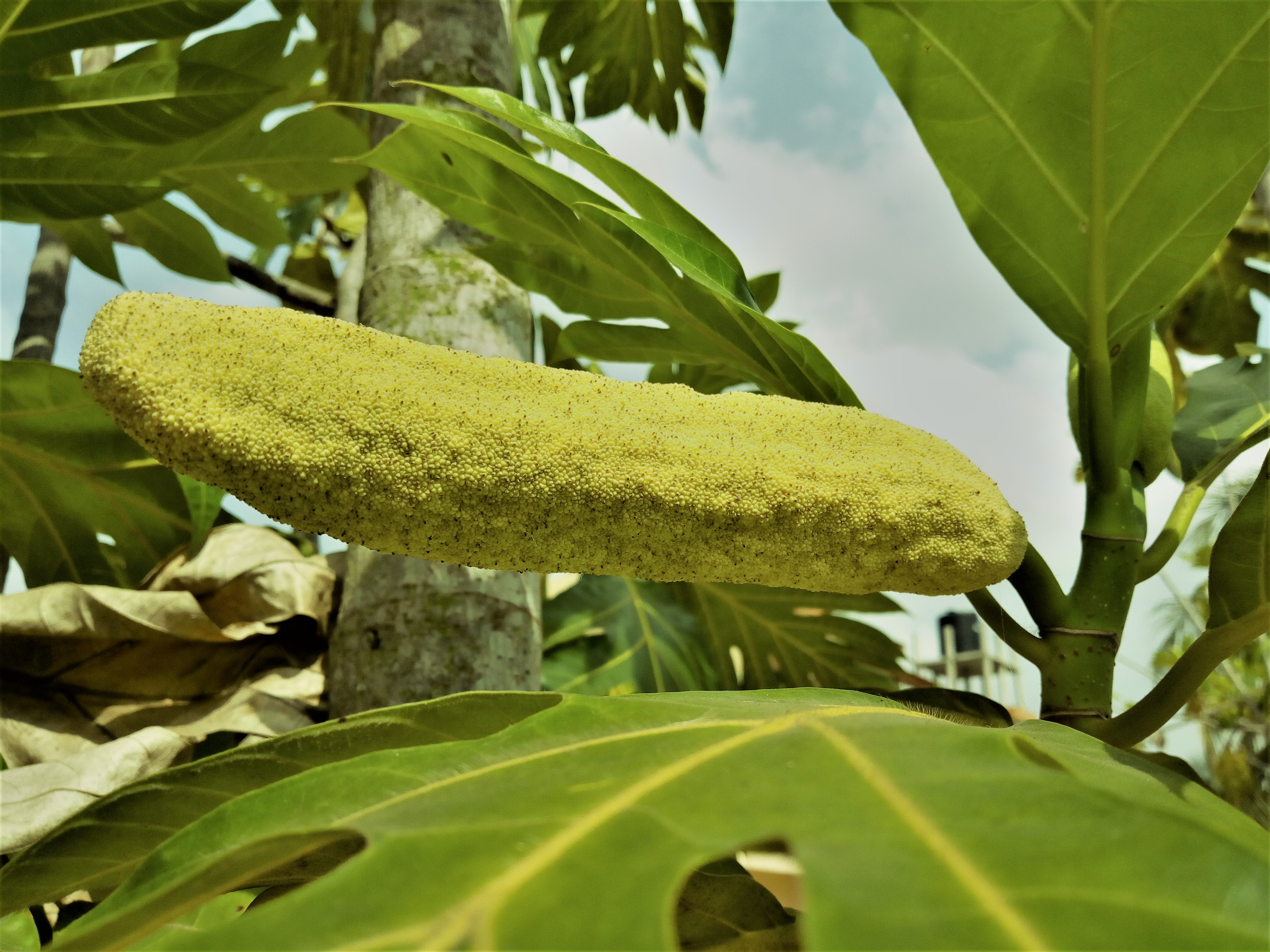
цветок Artocarpus altilis

Существует две основные разновидности хлебного дерева — «дикая», плоды которой содержат семена, и культурная, в плодах которой нет семян. Тем не менее, в плодах культурной разновидности время от времени тоже встречаются созревшие семена. Хлебное дерево — одно из самых урожайных плодовых растений; одно дерево приносит от 150 до 700 плодов в год. В благоприятном климате хлебное дерево непрерывно плодоносит круглый год; вернее, девять месяцев в году, а затем три месяца «отдыхает» — и так на протяжении 60-70 лет. Скорость роста при благоприятных условиях 0,5-1 метр в год.
Дерево может расти при осадках не менее 1000 мм в год. Может выдержать три месяца засухи (с осадками не ниже 25 мм в месяц). Максимальная температура для растения — плюс 40 градусов, минимальная — ноль.

## Использование

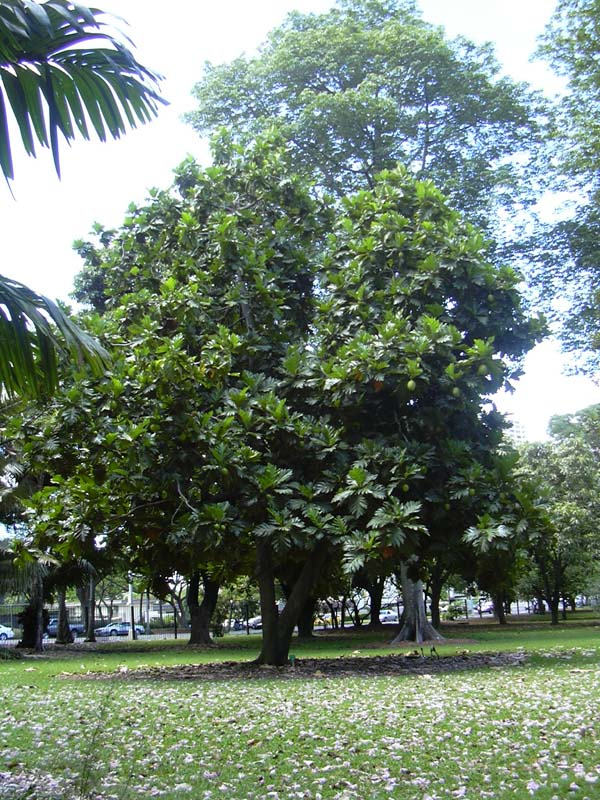
Хлебное дерево, Гавайи

В некоторых частях света, особенно на океанических островах, хлебное дерево — важный источник питания. Мякоть созревших плодов (соплодий) хлебного дерева пекут, варят, сушат, засахаривают, едят сырой и даже, разминая и растирая, делают из неё тесто для своеобразных «блинчиков». Подобно бананам, недозрелые плоды используются как овощи, а зрелые, более сладкие — как фрукты. О зрелости плодов свидетельствуют капельки латекса, проступающие на его кожуре. По вкусу жареные плоды напоминают скорее картофель, чем хлеб. Свежая мякоть быстро портится, но сухари из хлебного дерева хранятся очень долго, до нескольких лет. Полинезийцы (Самоа) придумали способ надолго запасать плоды хлебного дерева. Их чистили, разрезали, потом плотно заворачивали в листья геликонии и банана и зарывали. Плоды перебраживали, превращаясь в тестообразную массу (masi), но не гнили, оставаясь съедобными на протяжении нескольких лет. Эту массу затем заворачивали в листья геликонии и жарили на кокосовом масле.
Семена хлебного дерева едят варёными и жареными, с солью. Плоды и листья также идут на корм скоту (козам, свиньям и так далее). Сушёная мякоть плодов хлебного дерева содержит 4,05 % белков, 76,70 % углеводов и 331 ккал на 100 грамм. Пищевая ценность плодов хлебного дерева на 100 грамм: крахмала 60—80 %, сахара 14 %, жиров 0,2—0,8 %.
А по данным исследовательского института в Каракасе в мякоти плодов хлебного дерева содержится 98,86 % крахмала и 0,06 % белка.
Хлебное дерево является одним из самых продуктивных растений, употребляемых в пищу людьми, с одного дерева снимают до 200 или больше фруктов за сезон. В южной части Тихого океана деревья имеют урожайность от 50 до 150 плодов в год. В южной Индии нормальное производство — от 150 до 200 плодов в год. Производительность колеблется в зависимости от влажности климата региона. В Вест-Индии урожай, по скромным оценкам, составляет по 25 плодов с дерева. Исследования, проведённые в Барбадосе, показали достижимый потенциал урожая от 6,7 до 13,4 тонн с акра (16—32 т/га).
Исследование, проведённое в 2012 году, позволило идентифицировать три компонента хлебного дерева (все три насыщенные жирные кислоты), которые могут служить репеллентами.

## Другие виды
Род артокарпус (Artocarpus) включает в себя порядка шестидесяти растений, распространённых в основном в тропиках Юго-Восточной Азии и Океании. Это однодомные деревья высотой до 35 метров с цельными или лопастными листьями. Все части деревьев содержат млечный сок. Невзрачные однополые цветки собраны в соцветия с мясистой осью, в ткань которой они полностью погружены. После опыления пестичных цветков их околоцветники и прицветники, а также ось соцветия сильно разрастаются и сливаются, образуя соплодие, в наружном слое которого располагаются собственно плоды — костянки, содержащие семена. Хлебное дерево, джекфрут и некоторые другие виды — очень известные пищевые растения тропиков; культивируются ради древесины, плодов или съедобных семян.